# Warrensville Heights, Ohio
Warrensville Heights là một thành phố thuộc quận Cuyahoga, tiểu bang Ohio, Hoa Kỳ. Năm 2010, dân số của thành phố này là 13542 người.

## Dân số
- Dân số năm 2000: 15109 người.
- Dân số năm 2010: 13542 người.